# Marguerite S. Church
Pour les articles homonymes, voir Church.
Marguerite Stitt Church, née le 27 septembre 1892 à New York (État de New York) et morte le 26 mai 1990 à Chicago (Illinois), est une femme politique américaine membre du Parti républicain. Elle est représentante de l'Illinois entre 1951 et 1963, succédant à son mari décédé, Ralph E. Church (en).

## Biographie

### Origines et études
Elle est la fille de William J. Sitt et Adelaide Forsythe. Elle grandit dans la région métropolitaine de New York, où elle est scolarisée à l'école St. Agatha. Elle voyage avec ses parents chaque été, ce qui contribue à développer son intérêt pour les pays étrangers. En 1914, elle est diplômée du Wellesley College, où elle obtient un B.A. en psychologie, avec une mineure en économie et en sociologie. Elle est ensuite diplômée d'une maîtrise à l'université Columbia en 1917.

### Carrière professionnelle et politique
Après ses études, elle devient psychologue consultante pour la State Charities Aid Association de New York pendant un an. Lorsque son mari, Ralph E. Church (en), est élu pour la première fois représentant des États-Unis en 1934, elle s'implique étroitement à ses côtés. En mars 1950, il meurt d'une insuffisance cardiaque lors d'une audience du comité de la Chambre. Marguerite S. Church se présente alors pour son siège laissé vacant et est élue représentante des États-Unis en novembre 1950. Elle vote en faveur du Civil Rights Act de 1957 et de celui de 1960 (en), ainsi que pour le 24e amendement de la Constitution des États-Unis.

## Vie familiale

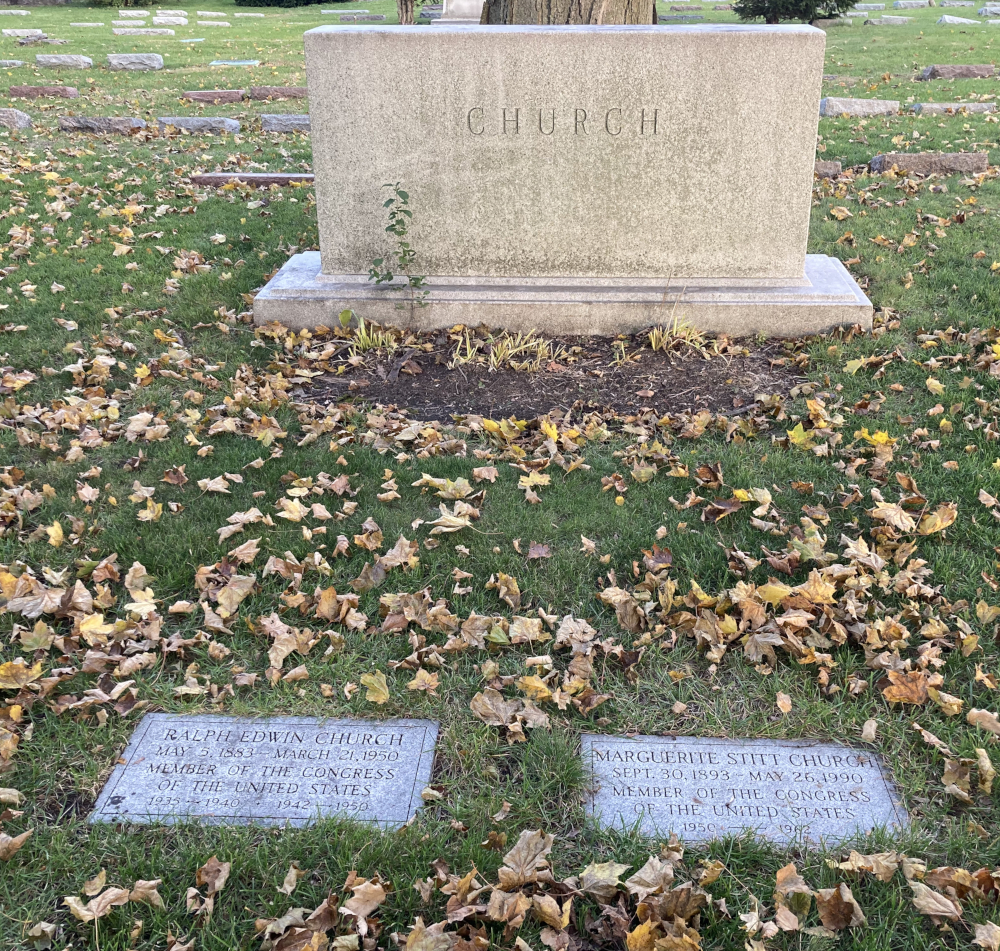
Tombe de Ralph E. Church et Marguerite S. Church.

Le 21 décembre 1918, elle épouse Ralph E. Church (en). Le couple s'installe à Evanston (Illinois) et a trois enfants : Ralph Jr., William et Marjory. Elle meurt en 1990 et est enterrée au Memorial Park de Skokie (Illinois).